# Schengawit
Schengawit (armenisch Շենգավիթ) ist ein Distrikt von Jerewan, der Hauptstadt der Republik Armenien. 2011 hatte der Distrikt eine Einwohnerzahl von 135.535. Mit einer Fläche von 40,5 km2 ist Schengawit der zweitgrößte der zwölf Stadtbezirke Jerewans. Schengawit befindet sich südwestlich des Stadtzentrums und grenzt an die Stadtbezirke Erebuni, Kentron, Malatia-Sebastia und Nubaraschen. Mit seiner Grenze zum außerstädtischen Bereich grenzt Schengawit an die Provinz Ararat.
Der Garegin-Nschdeh-Platz bildet mit seiner Metro-Station das Zentrum des Distrikts. Der Flughafen Erebuni und ein Wärmekraftwerk befinden sich ebenso in Schengawit wie die archäologischen Stätten einer Siedlung der Kura-Araxes-Kultur und der urartäischen Stadt Teišebai URU. Eines der größten Shopping-Zentren Armeniens, die Yerevan Mall, befindet sich ebenfalls in Schengawit, sowie der Jerewan-See und das Komitas Pantheon.

## Galerie

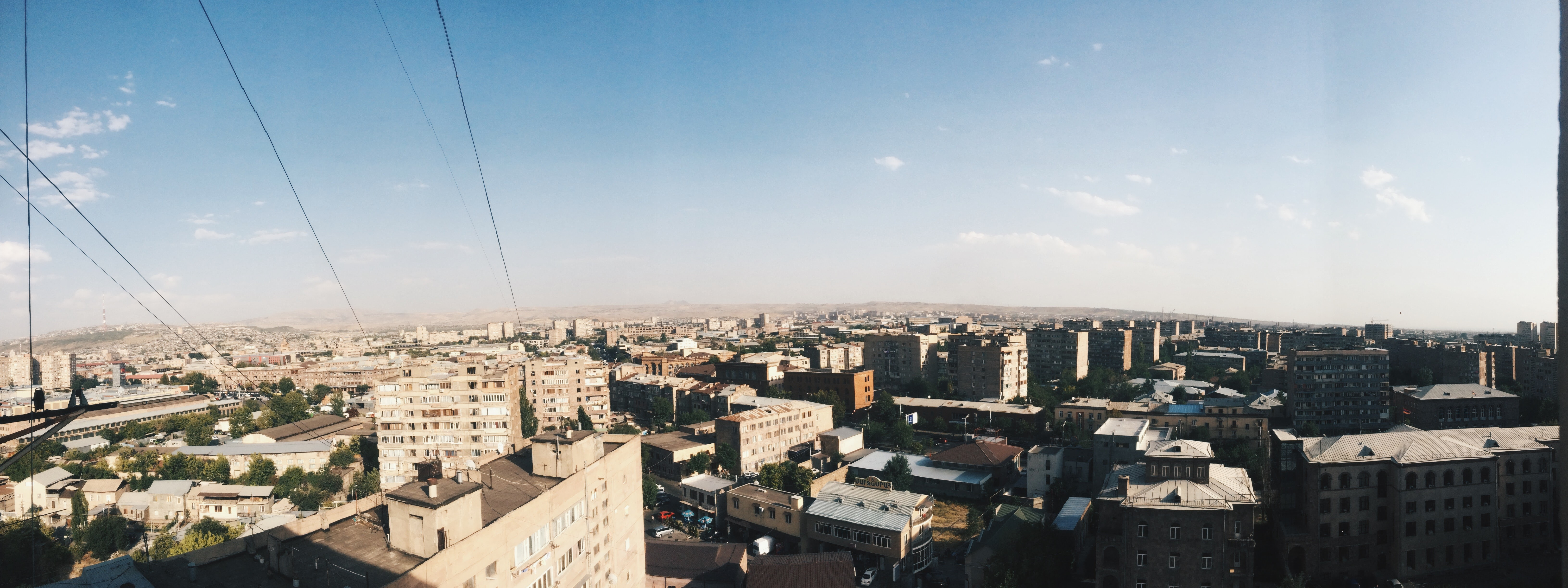
Panorama (2017)
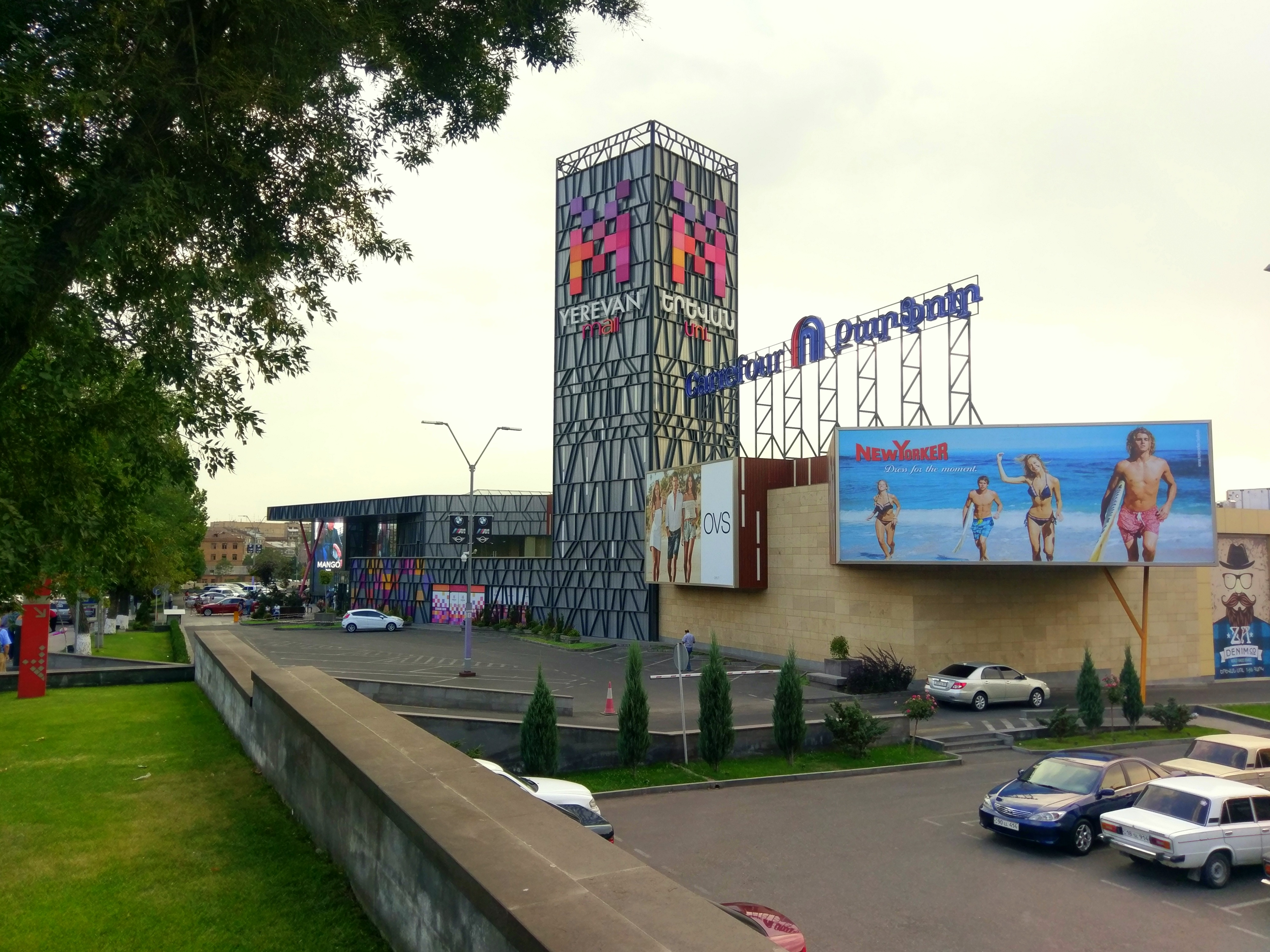
Die „Yerevan Mall“ (2016)
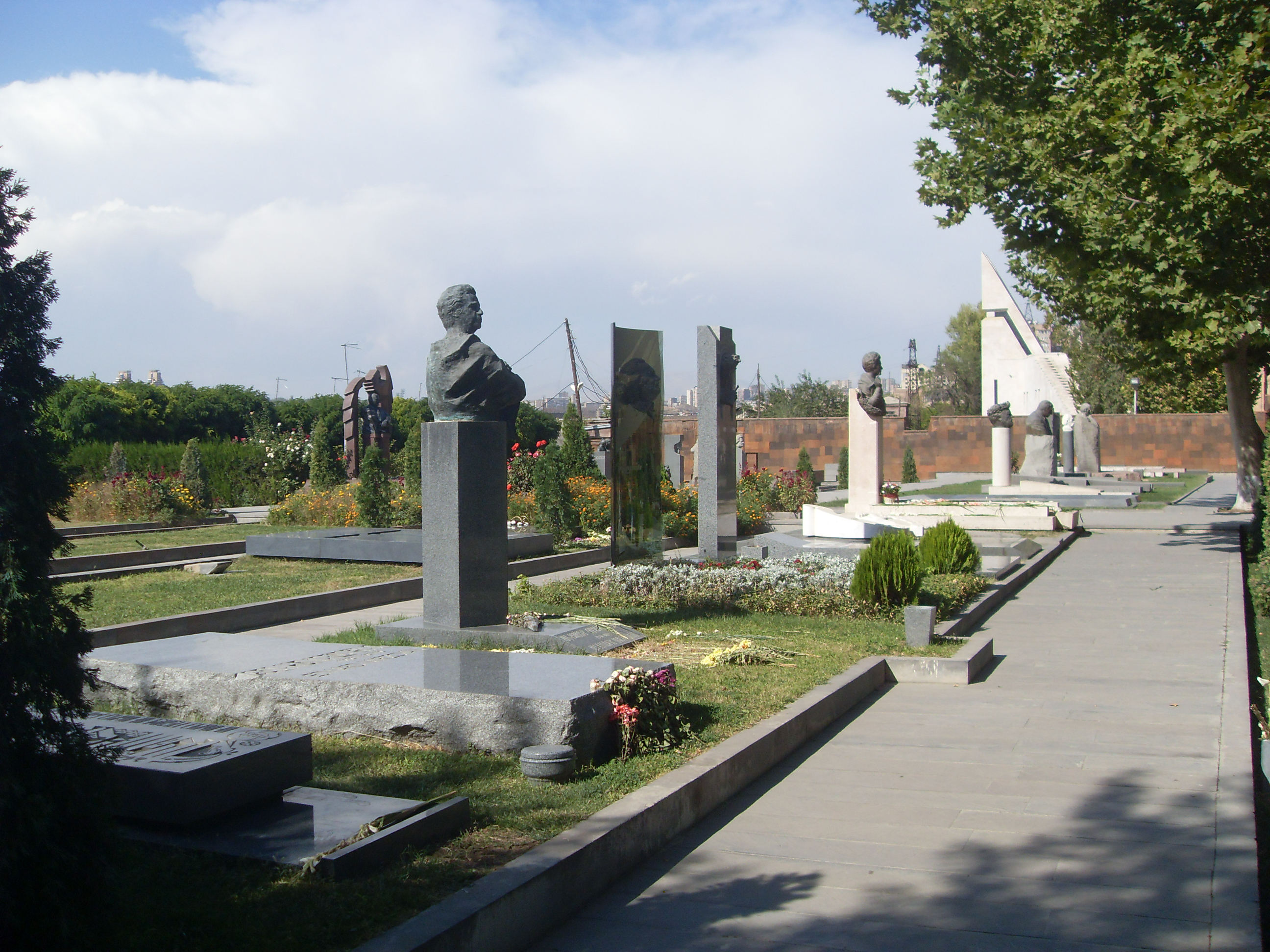
Komitas-Pantheon (2015)
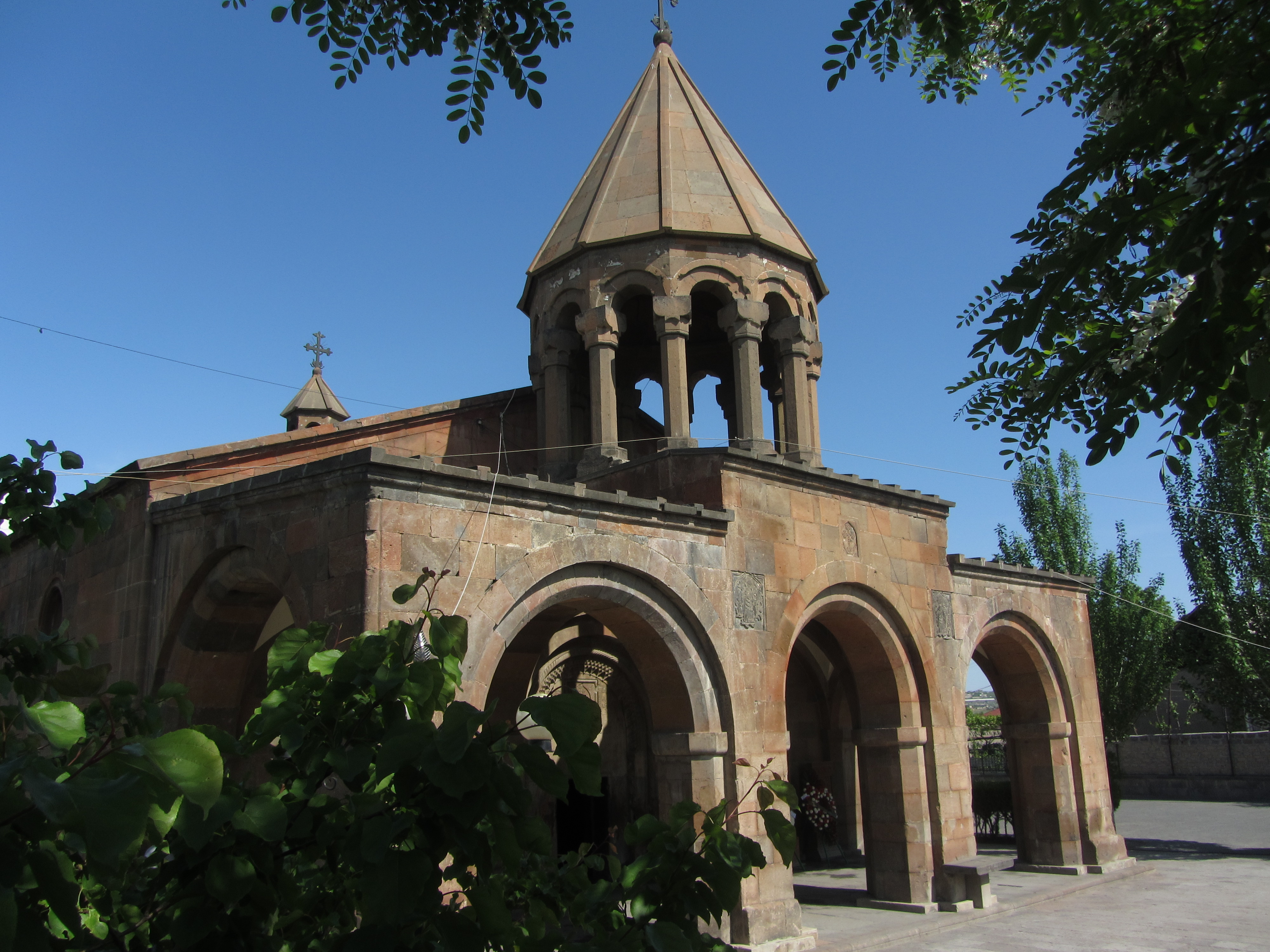
St. Georgskirche („Surb Geworg“) in Noragawit (2013)
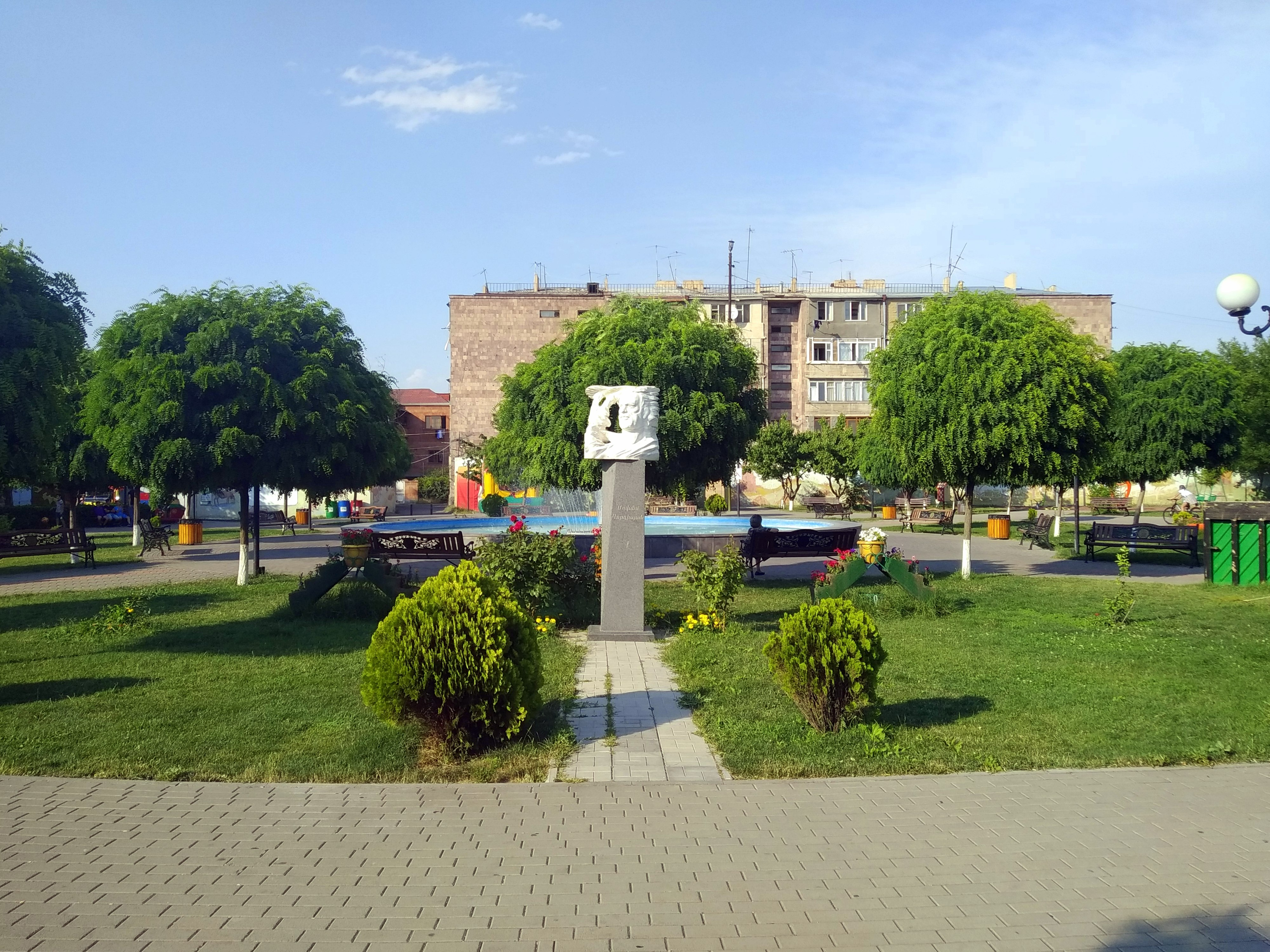
Movses Gorgisjan-Park (2019)
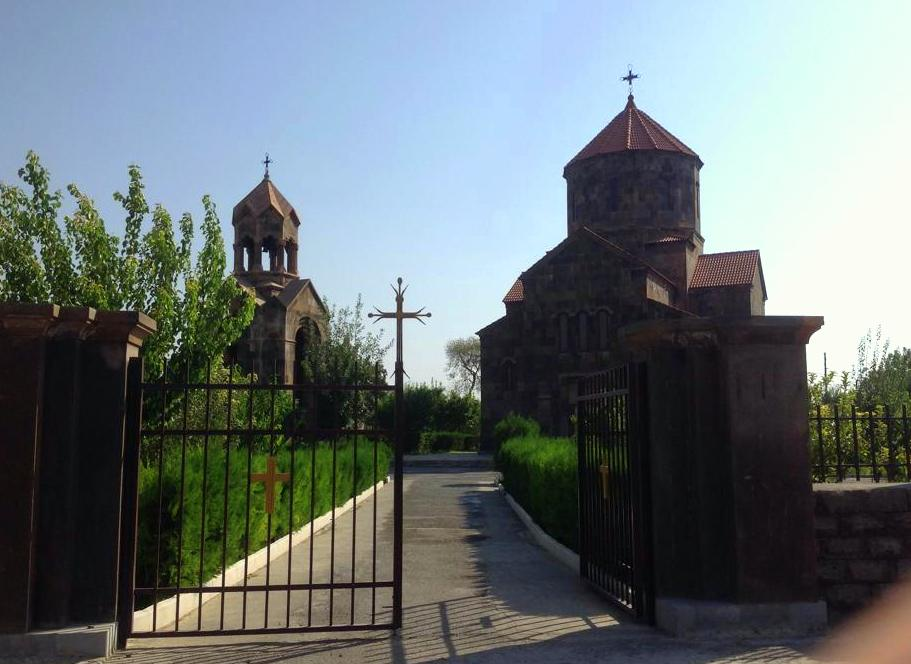
Heilig-Kreuz-Kirche („Surb Chatsch“) von Nerkin Tscharbach (2014)
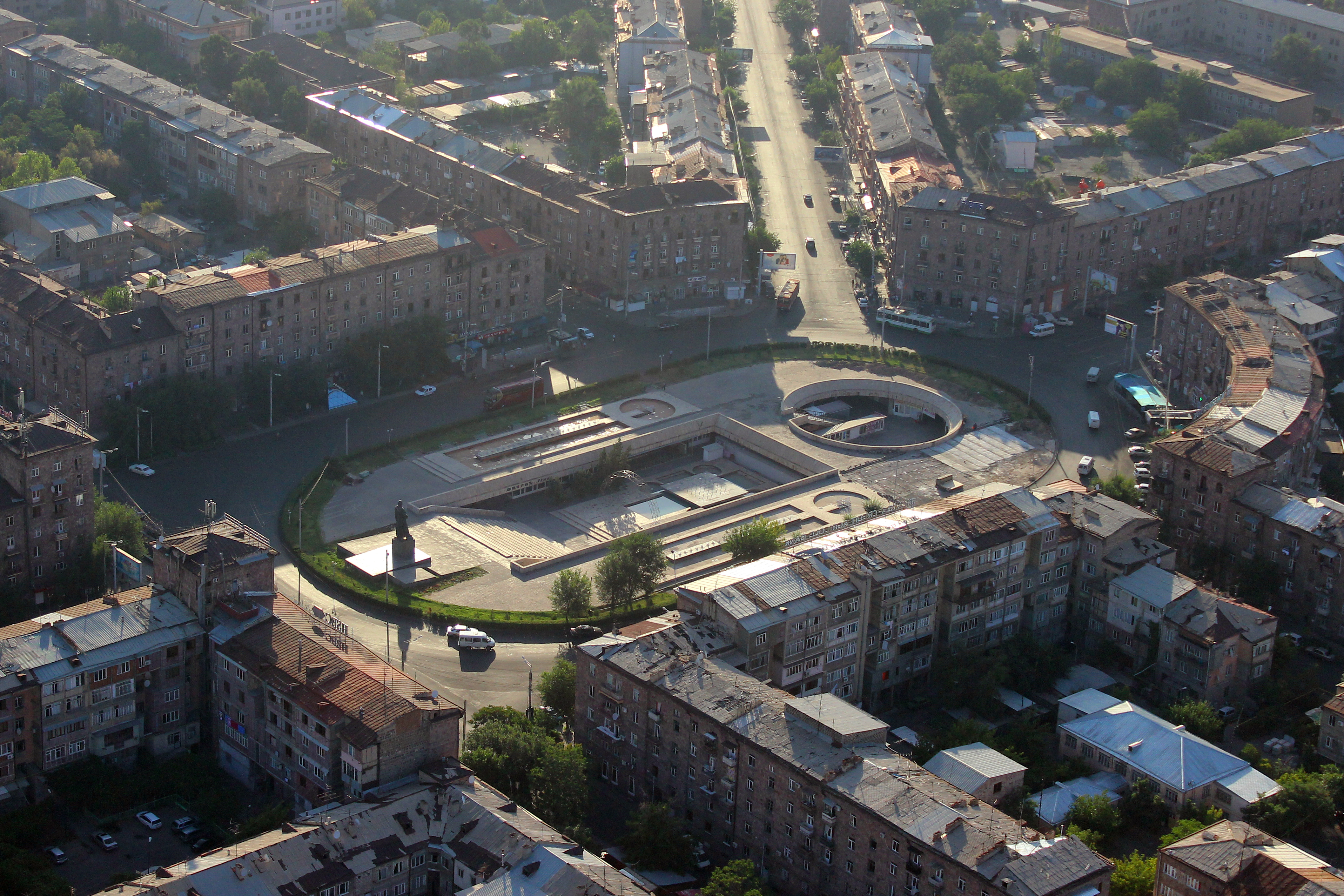
Garegin Nschdeh-Platz (2014)
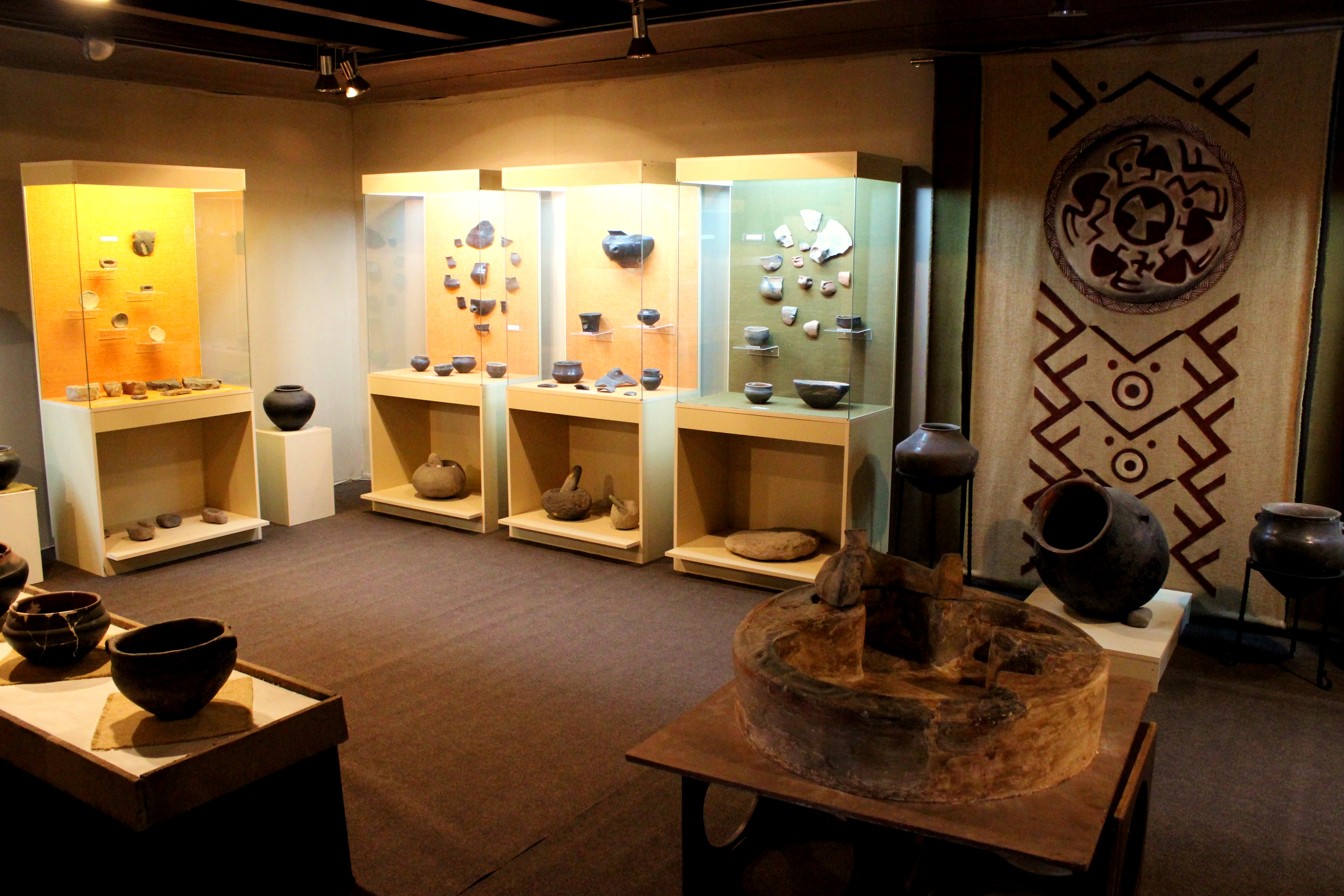
Archäologisches Museum der Schengawit-Siedlung (2014)